# محظوظة
«محظوظة» أو «لاكي» (بالإنجليزية: Lucky) هي أغنية للفنانة الأمريكية بريتني سبيرز، من ألبومها الثاني «أوبس!... اي ديد ات اقين». صدرت كالأغنية المنفردة الثانية من الألبوم بتاريخ 8 أغسطس، 2000 بواسطة تسجيلات جايف.
تحكي الأغنية قصة نجمة سينمائية مشهورة، التي على الرغم من أنها تملك الشهرة، الثروة والجمال الا أنها وحيدة وغير سعيدة. أشاد النقاد بالأغنية ولحنها وقالوا أنه جذاب، وبعضهم قالوا أن الأغنية تعبر عن سبيرز نفسها.
استقبلت الأغنية نجاحاً تجارياً عالمياً، وكانت #1 في النمسا، ألمانيا، السويد وسويسرا. ووصلت قائمة توب 10 في عدة دول أوروبية، وفي المملكة المتحدة كانت #5 لتصبح عاشر أعلى أغنية منفردة لسبيرز مبيعاً في المملكة لبيعها أكثر من 225,000 نسخة.
في الفيديو تظهر سبيرز بشخصيتين: كنجمة سينمائية ضجرة وتعيسة تريد بعض المرح في حياتها، وكنفسها.